# Palazzo Ambrogio Di Negro
Il palazzo Ambrogio Di Negro, o palazzo Ambrogio De Nigro, è un edificio storico italiano, sito in via San Luca 2, nel centro storico di Genova. È uno dei Palazzi dei Rolli designati, al tempo della Repubblica di Genova, a ospitare gli ospiti di alto rango per conto del governo, durante le visite di stato.
L'edificio è fra i 42 palazzi dei rolli selezionati e dichiarati Patrimonio dell'umanità dall'UNESCO il 13 luglio 2006.
Conserva al suo interno un importante ciclo pittorico manierista. Antistante al palazzo è presente la loggia dei Mercanti e la chiesa di San Pietro in Banchi.

## Storia
L'eficio venne eretto tra il 1569 e il 1572 da Ambrogio Di Negro (1519-1601), banchiere della Corona spagnola, doge della Repubblica di Genova nel biennio 1585-1587, e colto esponente dell'accademia degli addormentati, proprietario anche della Villa Di Negro a Fassolo, poi Rosazza. Il palazzo venne incluso nell'edizione rubensiana del 1622 dei Palazzi di Genova.
Presente in tutti i rolli, raggiunse il massimo splendore all'inizio del Seicento quando subentrò Orazio, figlio illegittimo ed erede di Ambrogio..
Il palazzo rimase fra le proprietà della famiglia Di Negro per oltre duecento anni, come sede di importanti attività commerciali.
Ospita la sede della Fondazione Edoardo Garrone.

## Descrizione
Posto accanto alla Loggia dei Mercanti, mostra due facciate principali a quadratura affrescata: su piazza Banchi, riordinata in quegli anni (tra il 1590 e il 1596), e sul carrubeous rectus (l'odierna via San Luca) dov'è l'entrata.
Lo scalone voltato, che sale sino al secondo piano, si affaccia con un loggiato su tre lati del cortile interno; rilevanti i portali in marmo bianco e quelli in pietra nera del grande salone del primo piano nobile, con sentenze latine che ricordano l'umanesimo di Ambrogio Di Negro. Il piano nobile ospita un importante ciclo decorativo risalente alla fine del Cinquecento, che ricopre le volte di tre sale, attribuito ad Andrea Semino e alla sua bottega. La sala principale ospita il grande affresco con "Il Ratto di Elena", circondato da riquadri con episodi della vita di Paride, mentre le due sale minori ospitano i cicli di Danae (Con Danae fecodata da Giove) e del figlio Perseo (con Minerva e le Muse sull'Elicona). Secondo recenti studi, all'opera avrebbero partecipato anche i figli di Andrea, Cesare e Alessandro, ed il fratello Ottavio.

## Galleria d'immagini

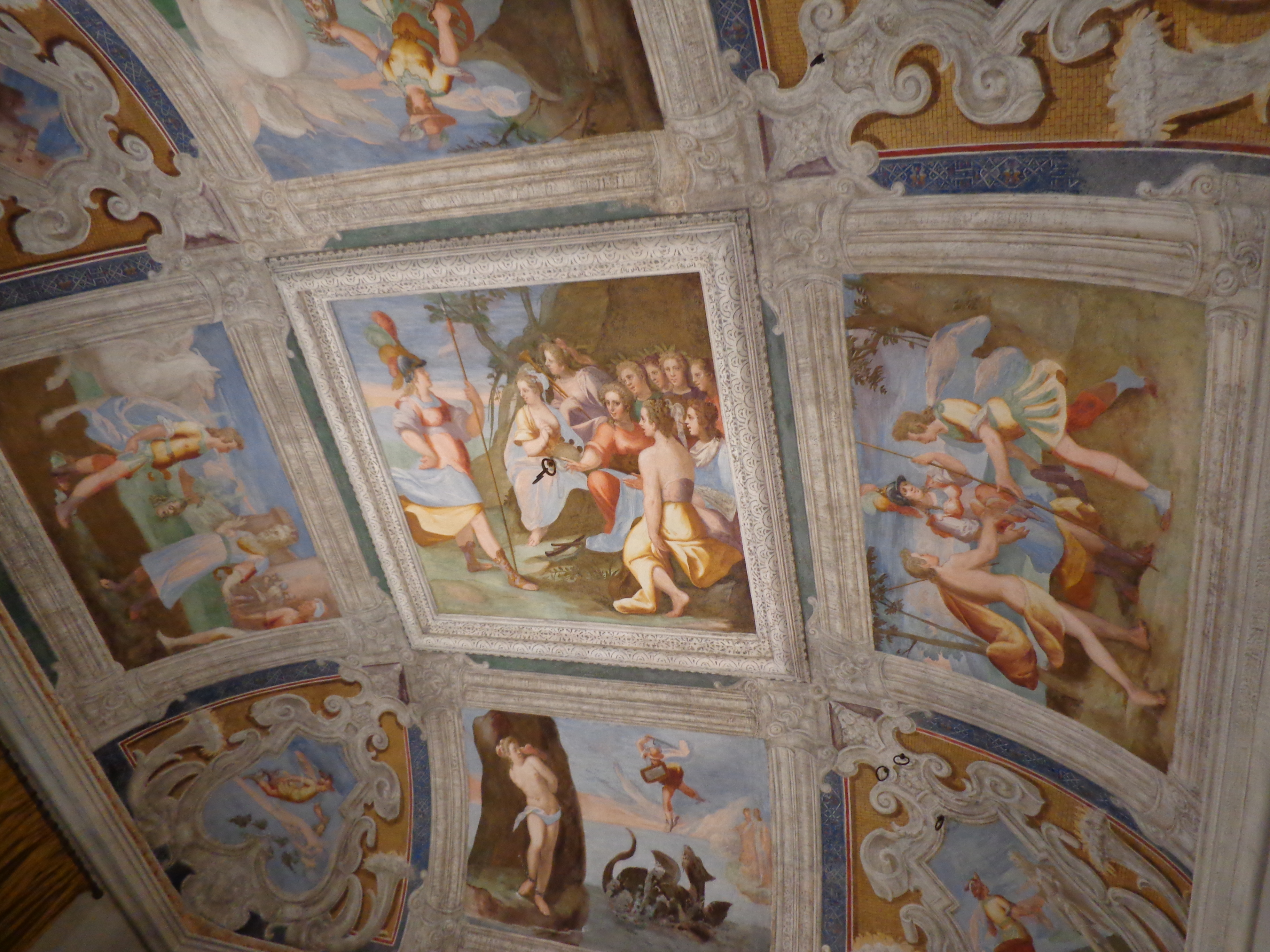
Andrea Semino, affreschi della Sala di Perseo
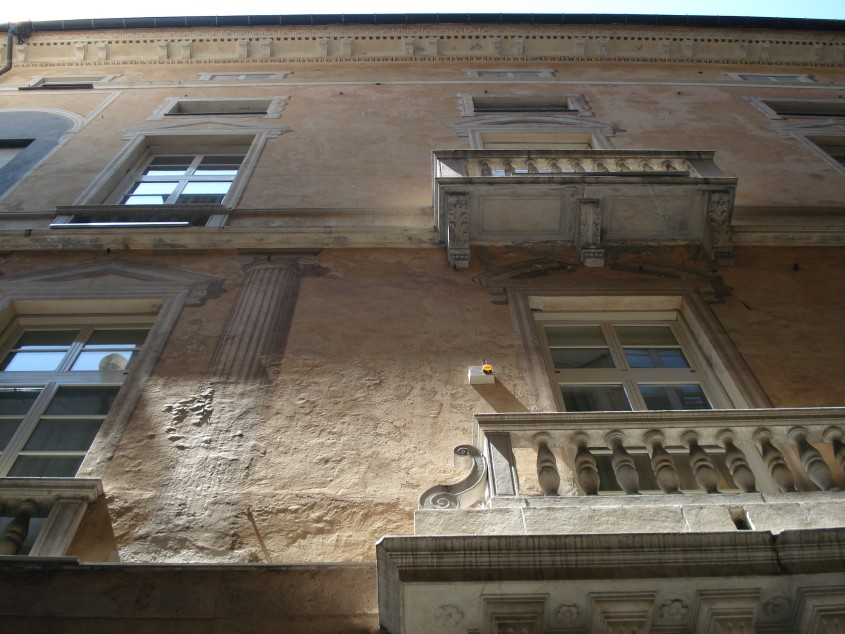
La facciata di Palazzo Ambrogio Di Negro su Via San Luca
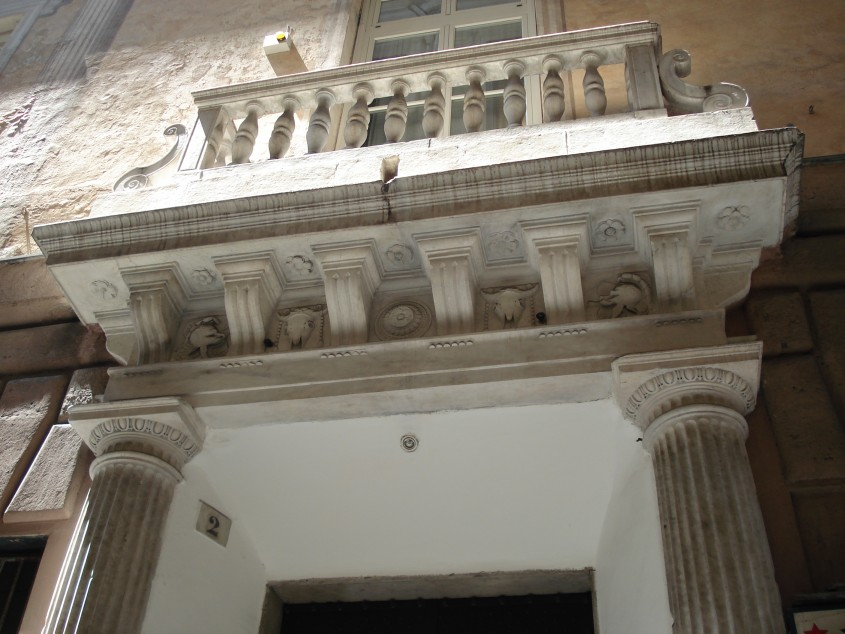
Particolare del portale su Via San Luca
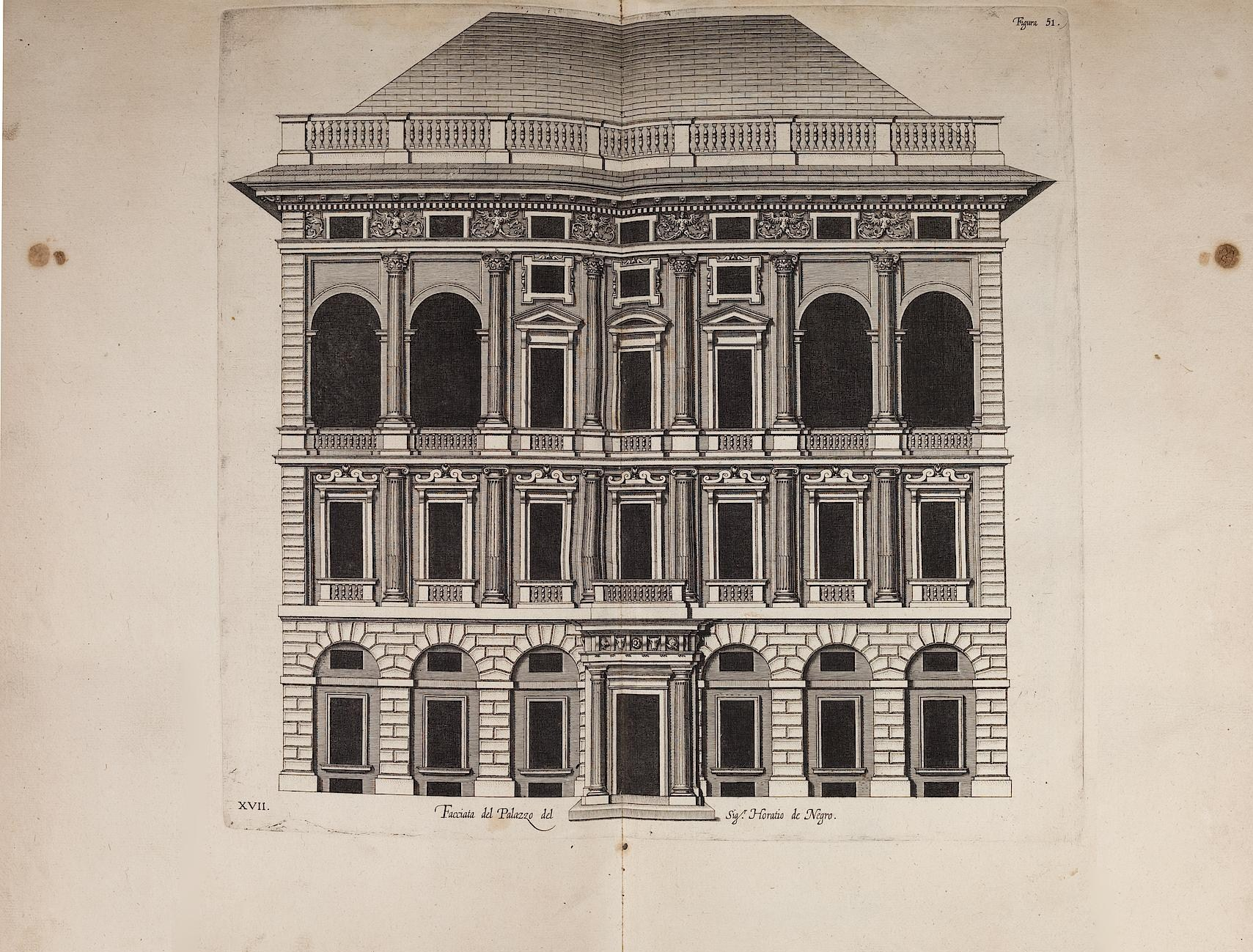
Incisione dai Palazzi di Genova  di P.P.Rubens, 1622
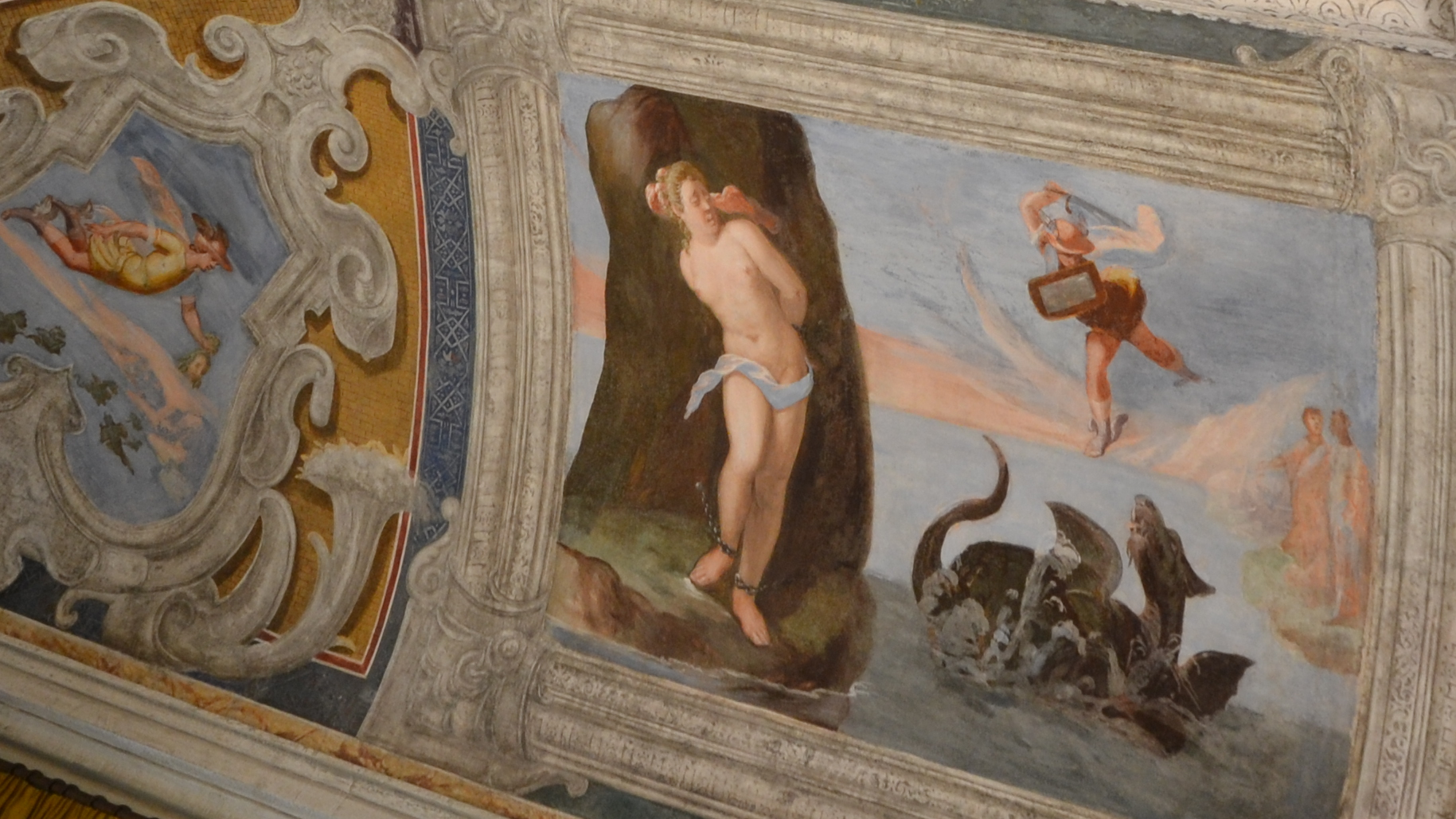
Andrea Semino, "Perseo e Andromeda", affresco della fine del XVI secolo